# Dryopteridaceae
Le Driopteridacee (Dryopteridaceae Herter, 1949) sono una famiglia di felci leptosporangiate nell'ordine delle Polypodiales. Essa comprende circa 1700 specie ed è universalmente distribuita. È costituita da piante terrestri, epipetriche (che crescono sulle rocce), epifite o emi-epifite. Molte vengono coltivate come piante ornamentali. I generi più diffusi sono Elaphoglossum (600), Polystichum (260), Dryopteris (225) e Ctenitis (150). Questi quattro generi comprendono circa il 70% delle specie.
Le Driopteridacee si sono staccate geneticamente dalle altre famiglie di Eupolypods I circa 100 milioni di anni fa.

## Descrizione
Rizomi generalmente robusti, striscianti, ascendenti od eretti, talvolta rampicanti, con tricomi non clatrati agli apici. Fronde generalmente monomorfiche, meno spesso dimorfiche, talvolta squamose o glandolari, meno spesso villose. Piccioli con numerosi cerchi, collegamenti vascolari ad anello o, raramente, non più di 3 sori solitamente rotondi. Sporangi a tre file, gambi corti o lunghi; spore reniformi.

## Generi
La famiglia comprende i seguenti generi:
- Sottofamiglia Polybotryoideae H.M.Liu & X.C.Zhang
  - Cyclodium C.Presl
  - Maxonia C.Chr.
  - Olfersia Raddi
  - Polybotrya Humb. & Bonpl. ex Willd.
  - Polystichopsis (J.Sm.) Holttum
  - Stigmatopteris C.Chr.
  - Trichoneuron Ching

- Sottofamiglia Elaphoglossoideae (Pic.Serm.) Crabbe, Jermy & Mickel
  - Arthrobotrya J.Sm.
  - Bolbitis Schott
  - Elaphoglossum Schott ex J.Sm.
  - Lastreopsis Ching
  - Lomagramma J.Sm.
  - Megalastrum Holttum
  - Mickelia R.C.Moran, Labiak & Sundue
  - Parapolystichum (Keyserl.) Ching
  - Pleocnemia C.Presl
  - Rumohra Raddi
  - Teratophyllum Mett. ex Kuhn

- Sottofamiglia Dryopteridoideae Link
  - Arachniodes Blume
  - Ctenitis (C.Chr.) C.Chr.
  - Cyrtomium C.Presl
  - Dryopteris Adans.
  - Phanerophlebia C.Presl
  - Polystichum Roth

## Storia
Nel 1990, Karl U. Kramer ed altri autori definirono ampiamente le Dryopteridaceae per comprendervi famiglie quali le Woodsiaceae (sensu lato), le Onocleaceae e la maggior parte delle Tectariaceae .
Gli studi di filogenesi molecolare trovarono la versione di Kramer sulle Dryopteridaceae essere polfiletica e venne emarginata da Smith ed altri nel 2006.
L'inclusione delle Didymochlaena, Hypodematium e Leucostegia nelle Dryopteridaceae è dubbia. Se queste tre vengono escluse, allora la famiglia è fortemente sostenuta come monofiliaca nell'analisi cladistica.  Alcuni autori hanno già trattato questo genere al di fuori delle Dryopteridaceae.
La Nothoperanema è ora compresa nelle Dryopteris. Nel 2007, uno studio filogenetico della sequenza di DNA ha mostrato che la Pleocnemia dovrebbe essere trasferita dalle Tectariaceae alle Dryopteridaceae.
Nel 2010, in una pubblicazione accademica sulle felci bolbitidoidi , l'Arthrobotrya venne "resuscitata" dal Teratophyllum. Poco dopo, nello stesso anno, la Mickelia venne descritta come un nuovo genere.
Alcune specie sono state rimosse dal genere Oenotrichia  poiché non vi appartengono o anche nella famiglia delle Dennstaedtiaceae dove la Oenotrichia stricto sensu è classificata. Queste specie appartengono probabilmente alle Dryopteridaceae, ma non è stato loro ancora assegnato un nome generico.